# Antônio Zerrenner
João Carlos Antônio Frederico Zerrenner (Lübeck, 4 de maio de 1843 — 8 de setembro de 1933) foi um empresário alemão naturalizado brasileiro. Junto com Adam Ditrik von Bülow fundaram a Zerrenner, Bülow & Cia, em sociedade em partes iguais.
Em 1891 através de Decreto do marechal Deodoro da Fonseca autoriza a Antarctica a funcionar como sociedade anônima. Entre os acionistas, estavam o alemão João Carlos Antônio Frederico Zerrenner e o dinamarquês Adam Ditrik Von Bülow, naturalizados brasileiros e proprietários da empresa Zerrenner, Bülow e Cia., exportadora e corretora de café. Eles importaram e financiaram equipamentos da Alemanha para modernizar a produção de cerveja e assumiram o controle acionário da Antarctica.
Casou-se com Helene Mathilde Ida Erna Kruschke, 22 anos mais nova, em 7 de junho de 1907. 
Nos últimos anos de vida, o comendador Antônio Zerrenner e sua esposa se viram forçados a permanecer fora do Brasil por prescrição médica e deixaram a administração de seus bens no Brasil aos cuidados de procuradores.

## Legado
Com a morte de Antônio Zerrenner em 1933, Helena tornou-se herdeira de uma grande fortuna acumulada.
Helena morreu sem deixar descendentes e seu testamento deixou toda herança em prol da Fundação Antônio e Helena Zerrenner (FAHZ) que presta assistência gratuita à saúde e à educação.
Em 1963, a FAHZ detinha 59% das ações da Companhia Antarctica Paulista e teve o controle acionário da empresa até sua fusão com a Brahma, em 2000.
Em 2014, a FAHZ	detinha 1.505.277.705 ações da Ambev, o equivalente a 9,6% do capital circulante.
Em 14 de julho de 2016 a FAHZ atingiu 1.571.796.101 ações da Ambev, o equivalente a 10,0% do capital circulante.
Em 15 de dezembro de 2017 a FAHZ comprou 15,31% das ações ordinárias da Itaúsa Investimentos Itaú S/A desembolsando R$ 4,5 bilhões. 